# Malý Lapáš
Malý Lapáš é um município da Eslováquia, situado no distrito de Nitra, na região de Nitra. Tem 3,22 km² de área e sua população em 2018 foi estimada em 1.008 habitantes.

## Demografia
| Ano:        | 1994 | 2004    | 2014    | 2024     |
| ----------- | ---- | ------- | ------- | -------- |
| Broj ljudi: | 336  | 385     | 714     | 1514     |
| Razlika:    |      | +14,58% | +85,45% | +112,04% |

| Ano:               | 2023 | 2024   |
| ------------------ | ---- | ------ |
| Número de pessoas: | 1492 | 1514   |
| Diferença:         |      | +1,47% |